# Jan Miodek

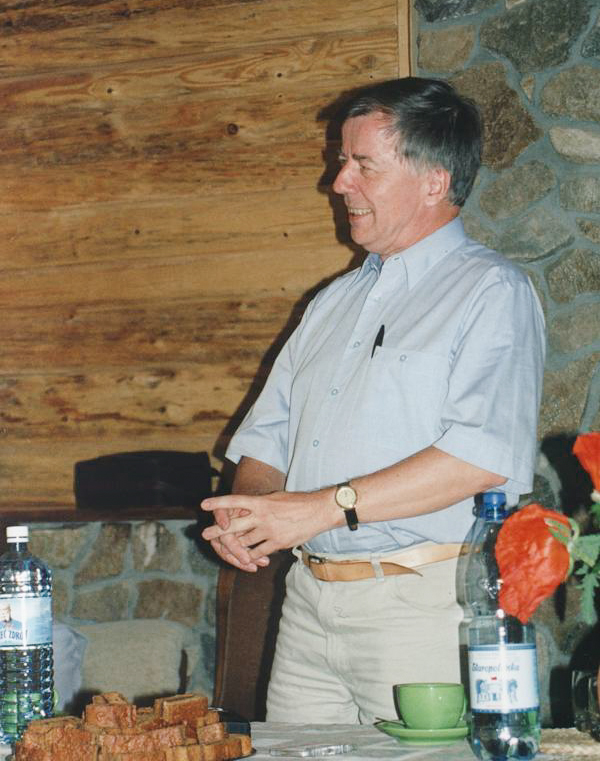
Profesor Jan Miodek

Jan Miodek (Tarnowskie Góry, 1946) es un lingüista polaco experto en tradición normativa y profesor de la Universidad de Breslavia.
Con numerosas apariciones en la televisión (Ojczyzna polszczyzna) y en artículos de periódicos, es una persona popular en los medios de comunicación y se le considera la autoridad en el Idioma polaco. Sus columnas, normalmente ocupándose de temas menores han sido publicados en gran cantidad de libros.
Es miembro del Consejo del Idioma Polaco.
- Datos: Q6149520
- Multimedia: Jan Miodek / Q6149520